# Embryonic Anomaly
Albums de Rings of Saturn
Aucun Dingir
(2012)
Embryonic Anomaly est le premier album du groupe de metal extrême californien Rings of Saturn. Il est produit par Bob Swanson aux Mayhemness Studios à Sacremento, en Californie. Quatre mois après sa sortie, le 15 mai 2010, le groupe signe chez Unique Leader Records. C'est le seul album avec Peter Pawlak au chant. 

## Additional information
Unique Leader ressort l'album Embryonic Anomaly le 1er mars 2011. 
Contrairement au second album du groupe, Dingir, Embryonic Anomaly est enregistré par les trois membres originels du groupe alors qu'ils ne sont âgés que de 16 à 18 ans et qu'ils sont encore lycéens.

## Liste des pistes
| 1.    | Invasion                      | 4:07 |
| 2.    | Seized and Devoured           | 4:03 |
| 3.    | Abducted                      | 4:07 |
| 4.    | Final Abhorrent Dream         | 5:03 |
| 5.    | Corpses Thrown Across the Sky | 4:04 |
| 6.    | Embryonic Anomaly             | 3:25 |
| 7.    | Annihilating the Pure         | 4:53 |
| 8.    | Grinding of Internal Organs   | 4:28 |
| 9.    | End of Humanity               | 0:57 |
| 35:07 |                               |      |

## Formation
Rings of Saturn
- Peter Pawlak - chant
- Lucas Mann - guitare, basse, chant
- Brent Silletto - drums